# Pseudharpinia
Pseudharpinia är ett släkte av kräftdjur. Pseudharpinia ingår i familjen Phoxocephalidae.
Kladogram enligt Catalogue of Life:
| Pseudharpinia | \| \| Pseudharpinia dentata \| \| \| \| \| \| Pseudharpinia excavata \| \| \| \| \| \| Pseudharpinia inexpectata \| \| \| \| |
|               | \| \| Pseudharpinia dentata \| \| \| \| \| \| Pseudharpinia excavata \| \| \| \| \| \| Pseudharpinia inexpectata \| \| \| \| |
|               | Pseudharpinia dentata |
|               | |
|               | Pseudharpinia excavata |
|               | |
|               | Pseudharpinia inexpectata |
|               | |